# Achias delectans
Achias delectans är en tvåvingeart som först beskrevs av Walker 1859.  Achias delectans ingår i släktet Achias och familjen bredmunsflugor. Inga underarter finns listade i Catalogue of Life.